# Ruschia intricata
Ruschia intricata är en isörtsväxtart som först beskrevs av Nicholas Edward Brown, och fick sitt nu gällande namn av H.E.K. Hartmann, D. Stüber. Ruschia intricata ingår i släktet Ruschia och familjen isörtsväxter. Inga underarter finns listade i Catalogue of Life.